# Izon-la-Bruisse
Izon-la-Bruisse é uma comuna francesa na região administrativa de Auvérnia-Ródano-Alpes, no departamento de Drôme. Estende-se por uma área de 14,65 km². Em 2010 a comuna tinha 11 habitantes (densidade: 0,8 hab./km²).